# Bridgestone
Bridgestone Corporation (en japonés: 株式会社ブリヂストン) es una compañía japonesa fabricante de neumáticos. Fue fundada en 1931 por Shōjirō Ishibashi (石橋正二郎 Ishibashi Shōjirō) en la ciudad de Kurume, Fukuoka, en Japón.
En la actualidad, es el mayor fabricante de neumaticos del mundo. Patrocina importantes eventos deportivos, como la Copa Conmebol Libertadores Bridgestone. Además, es el patrocinador de algunos clubes de fútbol, y tiene presencia en otras disciplinas, como el automovilismo o el golf.

## Historia
Después de la Segunda Guerra Mundial, Bridgestone comenzó a fabricar motocicletas, pero sus mayores beneficios provenían de la fabricación de los neumáticos gracias a que compañías como Honda, Suzuki y Yamaha usaban sus productos.
Bridgestone desde su creación ha estado fuertemente comprometida con la calidad de sus productos. Tanto es así que ha conseguido ser líder en el campo de los neumáticos Runflat, que posibilitan seguir circulando después de producirse un pinchazo.
Bridgestone incrementó su relevancia luego de suministrar durante años a la Fórmula 1. También patrocina a otras áreas deportivas, siendo en la actualidad el patrocinador del torneo más importante de la Confederación Sudamericana de Fútbol, la Copa Libertadores de América, denominada comercialmente como Copa Conmebol Libertadores Bridgestone.

## Productos

### Gama Potenza
Potenza es la principal marca de neumáticos de esta empresa japonesa, fabricando ruedas para automóviles de Fórmula 1, Champ Car, IndyCar Series, MotoGP y Drifting. Esta gama de productos se encuentra unida a varias empresas de Cars Club como lo son:
- BMW[3]
  - Del 23 de junio al 24 de junio de 2008 GingerMan driving School en el sur de Míchigan. Página oficial
  - Del 30 de septiembre al 5 de octubre de 2007 Okoberfest 2007 en Cresson, Texas. Página oficial
- Corvette[4]
  - Del 16 al 23 de junio NCCC Convention, Líbano, TN Página oficial
- Ferrari[5]
  - Del 15 al 17 de agosto, Concorso Italiano Monterey Bay, California. Página oficial
  - Del 29 de agosto al 2 de septiembre, FCA Annual Meet, Cornning, Nueva York. Página oficial
- Mercedes Benz[6]
  - Del 17 de mayo al 20 de mayo, StarTech 2007 Reston, Virginia. Página oficial
- Porsche[7]
  - 6 de septiembre, Drivers Education, Atlanta, Georgia. Página oficial
  - 1 al 5 de julio, 52nd Annual Porsche Parade, San Diego, California. Página oficial
- SCCA[8]
  - 8 de mayo de 2008, SCCA Launches Tire Rack Divisional Solo Program
  - Del 2 al 4 de mayo de 2008, SCCA News - SCCA Solo National Tour Road to TopekaTexas Motor Speedway en Worth, Texas
  - Del 15 al 16 de marzo de 2008, SCCA News - SCCA Solo National Tour Road to Topeka Qualcomm Stadium – San Diego, Calif.
  - Del 23 al 24 de febrero de 2008, SCCA News - SCCA Solo National Tour Road to Topeka South Georgia Motorsports Park
  - 28 de septiembre de 2007, SCCA Solo National Championships Heartland Park Topeka, Kansas
  - Del 7 al 8 de julio de 2007, The Milwaukee National Tour at Miller Park, Milwaukee, Wisconsin.
  - 1 de julio de 2007, The Peru National Tour at Grissom Aeroplex, Perú.
  - 3 de junio de 2007, 2007 Huntsville National Tour en Milton Frank Stadium
  - 30 de abril de 2007, More Good News from Walnut Ridge
  - 28 de abril de 2007, Bridgestone Firestone Car Club Race Report SCCA Series

## Presencia en deportes

### Fórmula 1
Bridgestone ya había probado su presencia en la Fórmula 1 en los GP de Japón de 1976 y 1977 con los equipos japoneses Heros Racing y Kojima Engineering, pero no sería hasta 1997 cuando la marca japonesa decidió su incursión definitiva suministrando neumáticos a Arrows, Prost y Stewart. Sería en 1998 cuando derrocaría a Goodyear como marca ganadora suministrando las novedosas gomas ranuradas al campeón de ese año, Mika Häkkinen. En 1999 se convirtió en suministrador único hasta el 2000. Entre 2001 y 2006 compartió con Michelin su presencia en los distintos equipos de la competición automovilística de la Fórmula 1, siendo su principal valedora la Scuderia Ferrari, con la que ganaron los títulos entre 2000 y 2004. Pero a partir de la temporada 2007, tras la retirada de Michelin, se convirtió en la marca oficial de neumáticos de todos los equipos, sin presencia de ninguna otra compañía competidora. Dejó de proveer neumáticos en F1 luego de la temporada 2010, alegando que "la compañía quiere redirigir sus gastos hacia el desarrollo de tecnologías más innovadoras y líneas de producto estratégicas que satisfagan los objetivos y fortalezcan nuestra imagen de líder tecnológico", según un comunicado de la empresa; aunque otras fuentes indican que la salida de la Fórmula 1 de varias compañías japonesas y la crisis económica mundial han sido los verdaderos motivos.
Pirelli sustituyó a Bridgestone en la F1 en 2011, quien actualmente es el único proveedor de neumáticos de la categoría.

### Golf
Bridgestone ha producido pelotas de golf desde 1935 y palos de golf desde 1972. Sus productos han sido utilizados por golfistas profesionales tales como Fred Couples, David Love III, Matt Kuchar, Brandt Snedeker, Nick Price, Lee Trevino, Karrie Webb, Paula Creamer y Tiger Woods.

### Patrocinio
Bridgestone patrocina eventos deportivos, como la Copa Conmebol Libertadores Bridgestone.
Además es patrocinador de diferentes clubes de fútbol de América, entre ellos: Club Universidad Nacional Autónoma de México (Pumas), Club América Monarcas Morelia, Santos Laguna y Atlas de Guadalajara de la Liga MX, Boca Juniors de la Argentina, clubes chilenos como el Club Universidad de Chile, Colo-Colo, Audax Italiano, Unión Española, Liga Deportiva Alajuelense en Costa Rica, 9 de Octubre de la LigaPro, entre otros.